# کلیسای والتم
کلیسای صلیب مقدس والتم و سنت لارنس واقع در ناحیه والتم در منطقه اسکس است. این کلیسا در سده هفتم میلادی ساخته شده و در دوران نورمان‌ها بازسازی شد و به سبک معماری نورمان تغییر شکل یافت.
ریشه تاریخی کلیسای والتم به دوران ساکسون‌ها بازمی‌گردد. هنگامی که در سال ۶۱۰ میلادی شاه سبرت، فرمانروای اسکس شرقی یک نیایشگاه در مرکز منطقه شکارگاه خود برپا کرد. پس از مرگ وی در سال ۶۱۷ رعایای سبرت دوباره به بت‌پرستی روی آورده بودند. تا اینکه در پایان سده هشتم میلادی اوفا اهل مرسیا کنترل این منطقه را بدست آورد و یک کلیسای سنگی در پیرامون ساختمان چوبی اولیه بنا نهاد.